# Spiceworld (musikalbum)
Spiceworld är ett album från 1997 av den brittiska popgruppen Spice Girls. Comeback-singeln Spice up Your Life visade att Spice Girls hade nått sin storhetstid. I videon åker de runt i en Gotham City-liknande stad som styrs av tjejerna. Andra singeln, Too Much, var även ledmotivet till deras egen film, Spice World The Movie. Följande singel, Stop, nådde inte lika stor framgång. Sista singeln, Viva Forever, var egentligen tänkt att vara en dubbelsingel tillsammans med Never Give up on the Good Times. Men i och med att Geri Halliwell lämnade gruppen släpptes bara Viva Forever. Halliwells röst hade för stort utrymme i Never Give up on the Good Times, till skillnad från Viva Forever där hon inte sjöng i någon av verserna. I videon till Viva Forever är Spice Girls porträtterade som dockor och alla 5 tjejerna finns med. (Andra strukna planer i och med Geris avhopp: Ett livealbum och en animerad långfilm av Disney.) 

## Låtlista
1. Spice up Your Life
2. Stop
3. Too Much
4. Saturday Night Divas
5. Never Give up on the Good Times
6. Move over
7. Do it
8. Denying
9. Viva Forever
10. The Lady is a Vamp